# Incestophantes
Incestophantes Tanasevič, 1992 è un genere di ragni appartenente alla famiglia Linyphiidae.

## Distribuzione
Le ventidue specie oggi note di questo genere sono state rinvenute nella regione olartica: la specie dall'areale più vasto è la I. crucifer, reperita in diverse località dell'intera regione paleartica.

## Tassonomia
Per la determinazione delle caratteristiche della specie tipo sono tenute in considerazione le analisi sugli esemplari di Lepthyphantes incestus (L. Koch, 1879).
Dal 2009 non sono stati esaminati esemplari di questo genere.
A dicembre 2012, si compone di 22 specie:
1. Incestophantes altaicus Tanasevič, 2000 — Russia
2. Incestophantes amotus (Tanasevič, 1990) — Russia, Georgia, Kazakistan
3. Incestophantes ancus Tanasevič, 1996 — Russia
4. Incestophantes annulatus (Kulczyński, 1882) — Europa orientale
5. Incestophantes australis Gnelicja, 2009 — Ucraina
6. Incestophantes bonus Tanasevič, 1996 — Russia
7. Incestophantes camtchadalicus (Tanasevič, 1988) — Russia
8. Incestophantes crucifer (Menge, 1866) — Regione paleartica
9. Incestophantes cymbialis (Tanasevič, 1988) — Russia
10. Incestophantes duplicatus (Emerton, 1913) — USA, Canada, Alaska
11. Incestophantes frigidus (Simon, 1884) — Europa
12. Incestophantes incestoides (Tanasevič & Eskov, 1987) — Russia
13. Incestophantes incestus (L. Koch, 1879)[3] — Russia, Mongolia
14. Incestophantes khakassicus Tanasevič, 1996 — Russia
15. Incestophantes kochiellus (Strand, 1900) — Norvegia, Svezia, Finlandia, Russia, Cina
16. Incestophantes kotulai (Kulczyński, 1905) — Europa centrale
17. Incestophantes lamprus (Chamberlin, 1920) — USA, Canada
18. Incestophantes laricetorum (Tanasevič & Eskov, 1987) — Russia
19. Incestophantes logunovi Tanasevič, 1996 — Russia
20. Incestophantes mercedes (Chamberlin & Ivie, 1943) — USA
21. Incestophantes tuvensis Tanasevič, 1996 — Russia
22. Incestophantes washingtoni (Zorsch, 1937) — USA, Canada

### Specie trasferite
- Incestophantes bellona (Chamberlin & Ivie, 1943), trasferita al genere Poeciloneta Kulczyński, 1894[1].
- Incestophantes bonneti (Schenkel, 1963), trasferita al genere Tchatkalophantes Tanasevič, 2001[1].
- Incestophantes calcaratus (Emerton, 1909), trasferita al genere Poeciloneta Kulczyński, 1894[1].

### Sinonimi
- Incestophantes affinitatus (Strand, 1901), trasferita dal genere Bolyphantes e posta in sinonimia con I. kochiellus (Strand, 1900), a seguito di uno studio di Holm del 1944[1].
- Incestophantes annulatus rhaeticus (Lessert, 1905), rimossa dalla sinonimia con Lepthyphantes annulatus e posta in sinonimia con I. kotulai Kulczyński, 1905, a seguito di un lavoro degli aracnologi Thaler, van Helsdingen & Deltshev del 1994.
- Incestophantes obtusus Tanasevič, 1996, posta in sinonimia con Incestophantes kochiellus (Strand, 1900) a seguito di uno studio di Tanasevič (2008a).
- Incestophantes pollicaris (Zorsch, 1937), trasferita dal genere Lepthyphantes e posta in sinonimia con I. lamprus (Chamberlin, 1920) a seguito di uno studio di Saaristo & Tanasevič del 2000.
- Incestophantes spatulifer (Chamberlin, 1928), trasferita dal genere Bathyphantes e posta in sinonimia con Incestophantes lamprus (Chamberlin, 1920) a seguito di uno studio di Ivie del 1969.
- Incestophantes triramus (Chamberlin & Ivie, 1947), trasferita dal genere Lepthyphantes e posta in sinonimia con I. duplicatus (Emerton, 1913) a seguito di uno studio degli aracnologi Aitchison-Benell & Dondale del 1990.